# Света Троица (Пролом)
„Света Троица“ е православен храм в карловското село Пролом, част от Пловдивската епархия на Българската православна църква.

## История
Църквата е построена в центъра на Боаз (името на Пролом до 1934 г.) в 1865 година, но е опожарена през Руско-турската война от 1877 – 1878 година заедно с цялото село. През 1882 година църквата е възстановена и на празника на Света Троица е осветена. Живописта в храма е дело на дебърските майстори Нестор Траянов, Христо Макриев и Кузман Макриев.